# Dirk Beljaarts

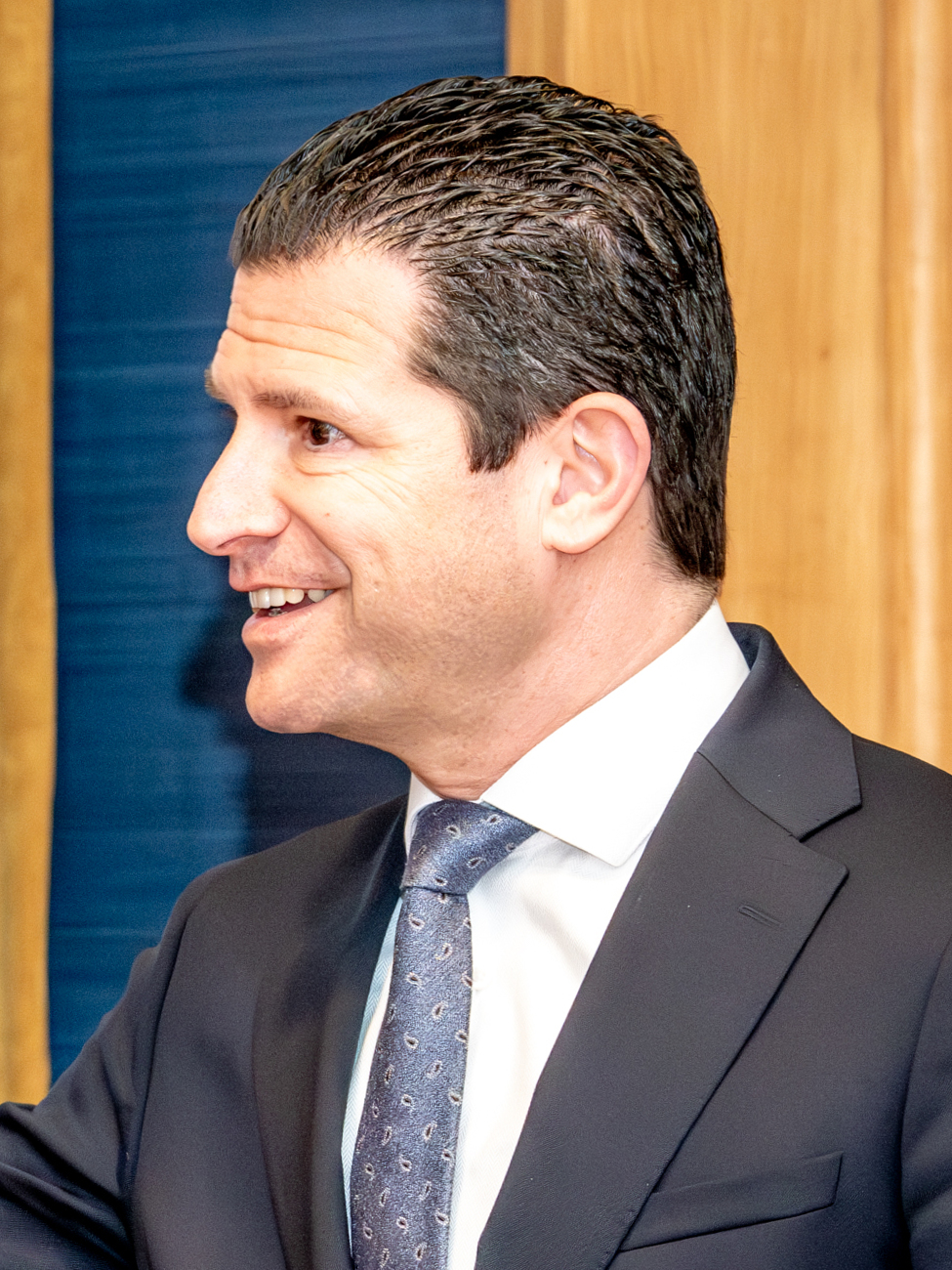
Dirk Beljaarts (2025)

Dirk Stefan Beljaarts (Aussprache: [dɪrk bɛlˈjaːrts]; * 8. Februar 1978 in Roosendaal) ist ein niederländischer Hotelier, Lobbyist und Politiker der rechtspopulistischen Partei für die Freiheit (PVV), der von Juli 2024 bis Juni 2025 Wirtschaftsminister im Kabinett Schoof war.

## Berufliche Karriere
Beljaarts wurde in Roosendaal geboren und studierte von 1998 bis 2001 an der Hotelfachschule Maastricht, die er mit dem Bachelor abschloss.
2007 wurde er Hoteldirektor der Golden-Tulip-Kette in Loosdrecht. Später leitete er mehrere weitere Golden Tulip-Standorte in den Niederlanden und Deutschland sowie das Amsterdamer art’otel und Novotel.
Ab 2019 war er Generaldirektor von Royal Hospitality Netherlands (KHN), einem Branchenverband des Gastgewerbes. Als die Branche von Maßnahmen zur Bekämpfung der COVID-19-Pandemie wie Schließungen betroffen war, bezeichnete Beljaarts diese als unverhältnismäßig. Unter seiner Leitung wurde eine Tochterfirma für Buchhaltung gegründet, die Dienstleistungen für das Gastgewerbe anbot, und Beljaarts fungierte als Co-Direktor. Nach dem Konkurs des Unternehmens im Mai 2023 kündigte der Treuhänder eine Untersuchung der Gebühren für nicht erbrachte Dienstleistungen an. Bei seiner Anhörung zur Bestätigung durch das Kabinett erklärte Beljaarts, dass er bis Januar 2023 nicht geschäftsführender Direktor gewesen sei und dass nur gegen den anderen Mitdirektor eine Strafanzeige erstattet worden sei. Beljaarts kündigte Anfang 2024 an, dass er seinen Posten bei KHN aufgeben werde. De Volkskrant berichtete später, dass der Mitgliederrat des Verbandes ihn unter anderem wegen des Konkurses zum Rücktritt aufgefordert habe.
Beljaarts hatte ab 2019 Nebenämter als Mitglied des Sociaal-Economische Raad (SER) und als Mitglied des Beirats des Frans Hals Museums in Haarlem inne.

## Politik
Im Juni 2024 nominierte die PVV Beljaarts als Wirtschaftsminister im neu gebildeten Kabinett Schoof. Beljaarts will praktische Kenntnisse und Erfahrungen in die neue Regierung einbringen, um den kleinen und mittleren Unternehmen, „dem größten Arbeitgeber in den Niederlanden“, mehr Wertschätzung zukommen zu lassen. Am 2. Juli 2024 wurde Beljaarts zum Minister ernannt. Am 3. Juni 2025 schied seine Partei aus der Regierung und er somit aus seinem Ministeramt aus.

## Persönliches
Beljaarts hat eine ungarische Mutter und leitete bei seiner Ernennung zum Minister ein Verfahren zum Verzicht auf seine ungarische Staatsbürgerschaft ein. Von 2015 bis 2024 war er Honorarkonsul des Landes.